# Johannes F. Kirchhoff
Johannes Friedrich Kirchhoff (* 17. Oktober 1957 in Essen) ist ein deutscher Unternehmer. Er ist geschäftsführender Gesellschafter der Kirchhoff Gruppe  sowie CEO der Kirchhoff Ecotec und engagiert sich daneben für verschiedene Interessensverbände.

## Leben und Wirken
Johannes F. Kirchhoff studierte Maschinenbau an der TH Darmstadt. 1982 schloss er sein Studium als Diplom-Ingenieur ab. Von 1982 bis 1985 arbeitete er als Konstrukteur bei der Daimler-Benz AG in Stuttgart. Von 1986 bis 1994 war Kirchhoff bei der Unternehmensgruppe Edelhoff in Iserlohn als Geschäftsführer der Edelhoff Polytechnik GmbH & Co. (ab 1988) und als Vorstandsmitglied der Edelhoff AG & Co. (ab 1992) tätig. 1990 nahm er ein berufsbegleitendes Studium der Betriebswirtschaft auf.
Seit 1994 ist er geschäftsführender Gesellschafter der Kirchhoff Gruppe, Iserlohn und der Faun Umwelttechnik GmbH & Co. KG Osterholz-Scharmbeck.
1997 wurde er an der Heinrich-Heine-Universität in Düsseldorf mit der Dissertation Die leistungswirtschaftliche Beurteilung von Konzepten der Entsorgungslogistik zum Dr. rer. pol. promoviert.
Zwischen 1997 und 2014 war er im Aufsichtsrat der Sauer-Danfoss, Inc., USA und als Vorsitzender des Compensation Committees sowie Mitglied des Audit Committees tätig.
Er ist verheiratet und Vater von vier Kindern. Die Familie lebt in Iserlohn.

## Ehrenamtliche Funktionen
- Mitglied im NRW-Landesvorstand des Wirtschaftsrats der CDU e.V. (seit 2002)[2]
- Vorsitzender des Aufsichtsrates der RITAG – Ritterhuder Armaturen GmbH & Co. Armaturenwerk KG, Osterholz-Scharmbeck (Mitglied seit 2007, Vorsitzender seit 2014)[3]
- Mitglied des Hochschulrates der Fachhochschule Südwestfalen (seit 2008)[4]
- Vorsitzender des Executive Boards und des Fachbeirates der IFAT Messe in München (seit 2008)
- Mitglied des Beirates der Fritz Schäfer GmbH, Neunkirchen (seit 2016)
- Mitglied im Bundesvorstands des Wirtschaftsrats der CDU e.V. (seit 2016)[5]